# Allgemeine Frauen-Zeitung (1914)
Die Allgemeine Frauen-Zeitung war eine österreichische Monatszeitung, von der insgesamt nur fünf Ausgaben erschienen (alle 1914 und in Graz). Sie führte den Titelzusatz Organ des Allgemeinen Deutschen Frauen-Vereines in Graz und der Reichsorganisation der Hausfrauen Oesterreichs (Ortsgruppe Graz).